# Tetefortina media
Tetefortina media är en insektsart som beskrevs av Marius Descamps 1964. Tetefortina media ingår i släktet Tetefortina och familjen Euschmidtiidae. Inga underarter finns listade i Catalogue of Life.